# Eld och rörelse

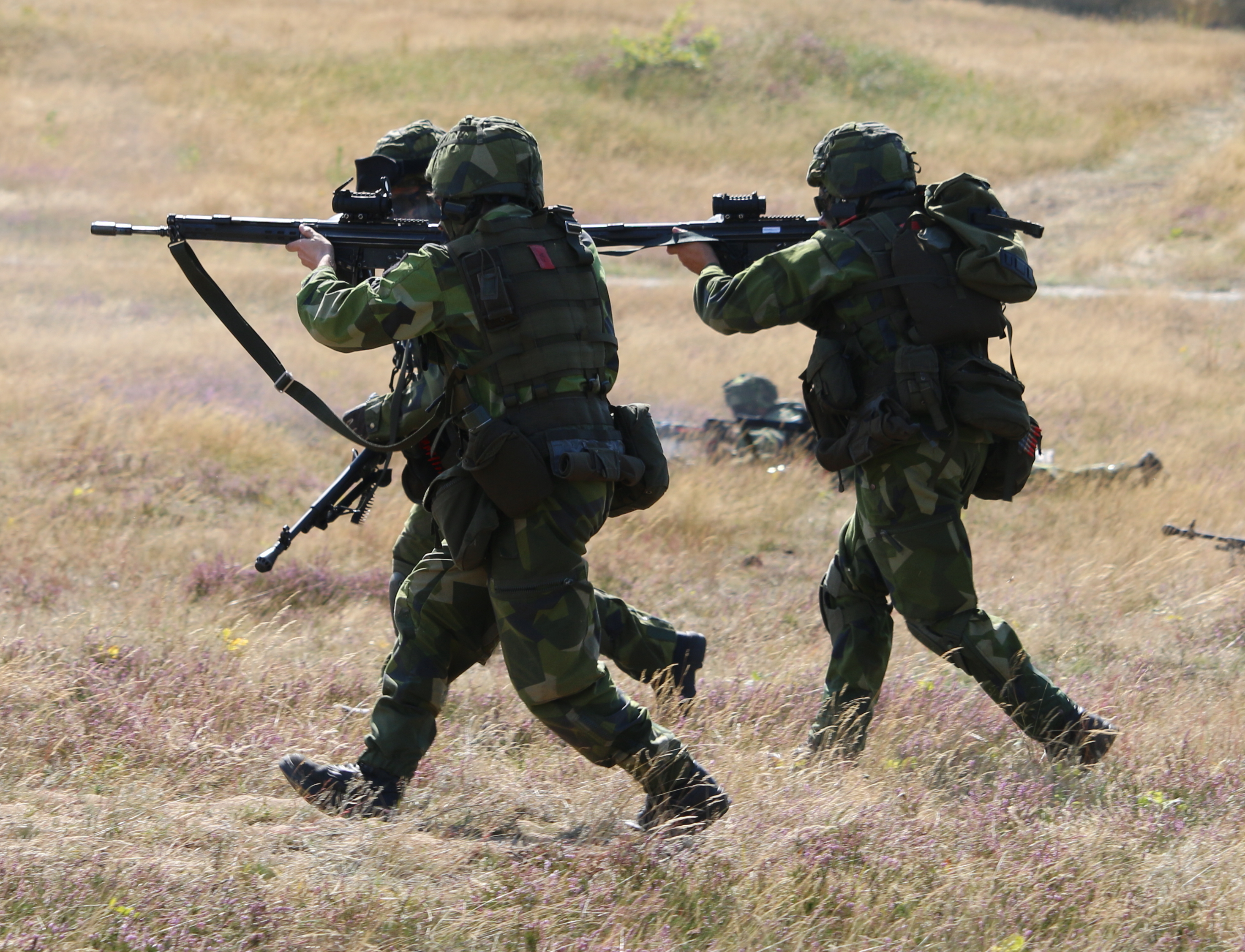
Hemvärnssoldater under framryckning.

Eld och rörelse är den svenska militära termen för en grundläggande princip som används vid flera metoder för småskalig framryckning i terräng och stadsmiljö.

## Eld, rörelse och skydd
Stridens tre grundelement utgörs av eld, rörelse och skydd. Eld och rörelse samordnas för att åstadkomma största möjliga verkan. Skydd utnyttjas bl.a. för att möjliggöra eld och rörelse. Det är endast med eld och rörelse som ett avgörande kan nås. Eld innebär att en soldat eller ett förband skjuter eller avger eld, rörelse innebär att en soldat eller förband förflyttar sig. Principen kan användas från minsta enhet (två soldater) upp till grupp, pluton och kompani. 

## Historia
Principen har anor till senantiken och diskuteras omkring år 600 i Maurikios' Strategikon. Gustav II Adolf utvecklade konceptet under det trettioåriga kriget och ses bland annat därför som en av stridskonstens stora förnyare.

## Metoder

### Växelvis framryckning
Förbandet som deltar i striden är uppställt på linje och indelat i två omgångar. Den ena omgången är statisk och beskjuter fienden med verkanseld medan den andra omgången rycker fram, oftast 5-15 meter (beroende på terräng), och därefter intar eldställningar. 
På order "Växelvis - Framåt"  rycker den första omgången fram medan den andra omgången kvarstannar i sina eldställningar och beskjuter fienden med verkanseld. 
Den omgång som rycker fram fortsätter fram, vanligtvis 5-15 meter framför den statiska omgången, (längden på framryckningen beror på situation, terräng och avståndet i sidled till den andra omgången), och intar därefter eldställningar. Sedan fortsätter framryckningen på samma sätt, tills ordern "Grupp(ex. Erik Adam)-Eldställningar" ges, av lägst gruppchef. Skall metoden användas för tillbakaryckning tillämpas den på motsvarande sätt och då med kommandot "Växelvis - Bakåt".
Detta förfaringssätt tillämpas oftast, när man måste vinna mark eller dra sig tillbaka snabbt.

### Ansatsvis framryckning
Den ena omgången passerar inte den framförvarande omgången i längdled som vid växelvis framryckning utan tar eldställning bredvid den framförvarande omgången. Detta förfaringssätt används under kraftig fientlig beskjutning då det inte tillåts att förbandet exponerar sig under för lång tid i terrängen.